# Sidecarcross
El Sidecarcross, conegut també com a sidecar-cross o sidecar motocross, és una disciplina motociclista fora d'asfalt derivada del motocròs, del qual en difereix pel fet que les motocicletes que s'hi fan servir han de dur incorporat un sidecar. És, doncs, un esport que es practica en parella (conductor i passatger) en comptes d'individualment com el motocròs clàssic.

## Tecnologia
El conjunt de motocicleta i sidecar, anomenat "equip", es distingeix de les motocicletes clàssiques pel seu xassís, pensat per a suportar el pes afegit de sidecar i passatger. Hi ha diversos fabricants europeus especialistes en aquesta mena d'equips, com ara VMC i EML. La resta de components (motor, rodes, plàstics i altres) s'aprofiten de motocicletes de motocròs de gran cilindrada, com ara l'Honda CR500, la Kawasaki KX500 i les KTM superiors. També hi ha motors especialitzats de dos temps amb cilindrades anormalment grans, com ara el MTH 630 cc i el Zabel 700 cc, fets expressament per al sidecarcross.
Actualment, els motors més habituals al Campionat del Món de sidecarcross són el Zabel i el MTH. Pel que fa als xassís, HOCOB, que en fabrica per a VMC, guanyà el premi FIM al millor fabricant de sidecar de motocròs del 2007.

## Pilotatge

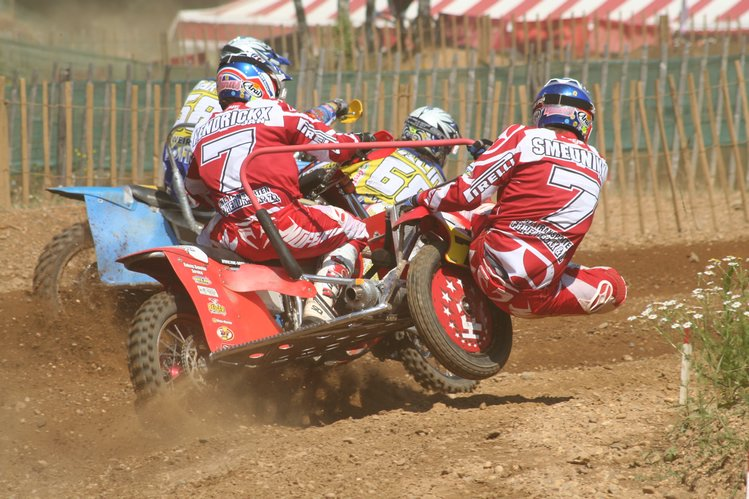
Treball en equip en prendre un revolt

Tot i que les curses de sidecarcross es desenvolupen igual que les de motocròs clàssic (la major part fins i tot als mateixos circuits), la tècnica de pilotatge és diferent a causa del sidecar.
Atès que el conductor no pot inclinar la motocicleta als revolts per a superar la força centrípeta, és el passatger qui ha de fer la feina i evitar que l'equip es desequilibri i tombi, movent-se contínuament en direcció a l'interior de la corba. Així, als revolts del costat del passatger en el sentit de la cursa, cal que aquest faci contrapès traient el cos tant com pugui del sidecar, evitant així que la tercera roda s'aixequi i es perdi adherència; als revolts del costat del conductor, en canvi, cal que el passatger es desplaci cap a la motocicleta, sovint traient el cos més enfora que el conductor i tot.
Tot aquest moviment fa que al passatger se l'anomeni "el mico" en l'argot d'aquest esport. Lògicament, tota aquesta feina en equip requereix una gran compenetració, i és per això que els millors equips de sidecar porten molts anys competint junts.

## Competició internacional
Existeix un Campionat del Món de sidecarcross, disputat a diverses rondes als millors circuits de motocròs arreu d'Europa, amb un final de temporada en forma de Sidecarcross des Nations (a imatge del Motocross des Nations clàssic). L'esport és molt popular a Europa de l'Est i el Benelux, amb un cert nombre de seguidors també a l'Amèrica del Nord i Austràlia.
El practicant més reeixit de la història és el neerlandès Daniël Willemsen, sis vegades Campió del Món fins a l'actualitat. L'equip més reeixit és, però, el format per Kristers Sergis / Artis Rasmanis, ja que Willems va guanyar els seus sis títols amb quatre passatgers diferents.